# Cirrhopetalum
Cirrhopetalum é um género botânico pertencente à família das orquídeas (Orchidaceae).

## Lista de espécies
- Cirrhopetalum abbreviatum Rchb. f. 1881.
- Cirrhopetalum africanum
- Cirrhopetalum andersonii
- Cirrhopetalum annamense Garay 1999.
- Cirrhopetalum annandalei
- Cirrhopetalum antenniferum
- Cirrhopetalum asperulatum
- Cirrhopetalum asperulum (J.J. Sm.) Garay, Hamer & Siegerist 1994.
- Cirrhopetalum auratum
- Cirrhopetalum baucoense (Ames) Garay, Hamer & Siegerist 1994.
- Cirrhopetalum biflorum
- Cirrhopetalum boninense
- Cirrhopetalum brienianum Rolfe 1893.
- Cirrhopetalum bucklebury
- Cirrhopetalum campanulatum
- Cirrhopetalum careyanum
- Cirrhopetalum cercanthum Garay, Hamer, & Siegrist 1996.
- Cirrhopetalum concinnum
- Cirrhopetalum corolliferum
- Cirrhopetalum cumingii
- Cirrhopetalum curtisii
- Cirrhopetalum cyclosepalon
- Cirrhopetalum dentiferum (Ridl.) Garay, Hamer & Siegerist 1994.
- Cirrhopetalum elegans Teijsm. & Binn. 1862.
- Cirrhopetalum eberhardii
- Cirrhopetalum fascinator
- Cirrhopetalum fenestratum (J.J. Sm.) Garay, Hamer & Siegerist 1994.
- Cirrhopetalum fimbriatum
- Cirrhopetalum flabellovernis [Koenig] Seidenfadden & Ormerad 1995.
- Cirrhopetalum frostii (Summerh.) Garay, Hamer & Siegerist 1994.
- Cirrhopetalum gamblei Hook. f. 1896.
- Cirrhopetalum gamosepalum
- Cirrhopetalum gigantea
- Cirrhopetalum gracillimum
- Cirrhopetalum gusdorfii (J.J. Sm.) Garay, Hamer & Siegerist 1994.
- Cirrhopetalum guttatum
- Cirrhopetalum hirundinis
- Cirrhopetalum japonicum
- Cirrhopetalum lasiochilum
- Cirrhopetalum lepidum
- Cirrhopetalum lishanensis
- Cirrhopetalum loherianum Kraenzl. 1916.
- Cirrhopetalum longiflorum
- Cirrhopetalum longifolium
- Cirrhopetalum macraei
- Cirrhopetalum maculosum
- Cirrhopetalum makonarium
- Cirrhopetalum makoyanum
- Cirrhopetalum mastersianum
- Cirrhopetalum medusae
- Cirrhopetalum morotaiense (J.J. Sm.) Garay, Hamer & Siegerist1994.
- Cirrhopetalum ochraceum Ridley 1898.
- Cirrhopetalum ornatissimum
- Cirrhopetalum pachybulbum
- Cirrhopetalum papillosum
- Cirrhopetalum picturatum
- Cirrhopetalum pingtungense (S.S. Ying & C. Chen) Garay, Hamer & Siegerist 1994.
- Cirrhopetalum pseudopicturatum
- Cirrhopetalum puguahaanense
- Cirrhopetalum pulchellum
- Cirrhopetalum pulchrum
- Cirrhopetalum pumilio (Par. & Rchb.f.) Hook.f. 1890.
- Cirrhopetalum punctatissimum (Ridl.) Rolfe ex Ridl. 1924.
- Cirrhopetalum purpurascens
- Cirrhopetalum putidum
- Cirrhopetalum refractum Zoll. 1847.
- Cirrhopetalum retusiusculum
- Cirrhopetalum robustum Rolfe 1893.
- Cirrhopetalum taeniophyllum
- Cirrhopetalum rothschildianum
- Cirrhopetalum roxburghii Lindl. 1830
- Cirrhopetalum scrarsii
- Cirrhopetalum sibuyanense (Ames) Garay, Hamer & Siegerist 1994.
- Cirrhopetalum sikkimense
- Cirrhopetalum skeatianum (Ridl.) Garay, Hamer & Siegerist 1994.
- Cirrhopetalum strangularium Rchb. f. 1887.
- Cirrhopetalum sumfureum
- Cirrhopetalum taeniophyllum (Parish & Rchb. f.) Hook. f. 1896.
- Cirrhopetalum tigridum (Hance) Rolfe 1903.
- Cirrhopetalum tingabarinum
- Cirrhopetalum trigonopus Rchb. f. 1881.
- Cirrhopetalum tseanum S.Y. Hu & Barretto 1976.
- Cirrhopetalum umbelatum
- Cirrhopetalum vaginatum
- Cirrhopetalum weberi
- Cirrhopetalum verstrifolia
- Cirrhopetalum wendlandianum
- Cirrhopetalum zamboangense (Ames) Garay, Hamer & Siegerist 1994.

## Espécies híbridas
- Cirrhopetalum Elizabeth Ann 'Jean' (Cirr. longissimum x Cirr. rothschildianum)
- Cirrhopetalum Elizabeth Ann 'Buckleberry'